# Frank Cuhel
Frank Josef Cuhel (né le 23 septembre 1904 à Cedar Rapids et décédé le 22 février 1943 à Tejo River près de Lisbonne) est un athlète américain spécialiste du 400 mètres haies. Licencié au Iowa Hawkeyes, il mesurait 1,78 m pour 73 kg.

## Biographie

### Palmarès
| Date | Compétition           | Lieu      | Résultat | Performance |
| ---- | --------------------- | --------- | -------- | ----------- |
| 1928 | Jeux olympiques d'été | Amsterdam | 2e       | 53 s 6      |

### Records
| Épreuve          | Performance | Lieu | Date |
| ---------------- | ----------- | ---- | ---- |
| 400 mètres haies | 52 s 1      |      | 1928 |